# باد شهریار
باد شهریار از سمت شهر منجیل وارد شهر شهریار می‌شود و فصل وزش آن بهار و تابستان است. باد شهریار به‌طور متناوب می‌وزد و معمولاً از بعد از ظهر شروع می‌شود و تا غروب ادامه می‌یابد. این باد نیز در اثر تفاوت دما به وجود می‌آید.
از مهم‌ترین جریانات هوائی شهرستان شهریار می‌توان به (جریان هوائی) که بانام باد شهریار شهرت یافته‌است اشاره نمود. جهت وزش این جریان هوائی درمنطقه تهران از غرب به شرق با اندکی تمایل به سمت جنوب است.

## اثرات باد شهریار

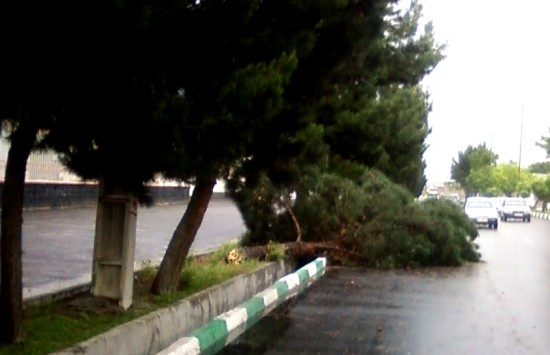

به گزارش خبر شهریار در تاریخ ۲۳ اردیبهشت ۱۳۹۲ باد شدید شهریار باعث قطع درختان و صدمه به تابلوهای سطح شهر زد.

## تاریخ
برگی از خاطرات ناصرالدین شاه در باب باد شهریار
روز پنج شنبه ششم ربیع الاول سال ۱۳۰۴ هجری قمری مقصود از توقف یافت آباد، گردش دهات اطراف است.
صبح که برخاستیم هوا صاف بود، اما باد سرد بدی که همان باد شهریار معروف است، می‌آمد.
ما هم با سرما و باد وارد یافت آباد شدیم. امروز از جهت باد بد گذشت.
در تاریخ آمده که بادهای موسمی شهریار با برخورد با چهره افراد، ان را سیاه می‌نموده است.

## کمک باد شهریار به کاهش آلودگی تهران
مدیر کل حفاظت محیط زیست استان تهران بادهای شهرستان شهریار را عامل مؤثری در کاهش آلودگی هوای تهران دانست و از شناسایی ۵۷۱ مرکز آلاینده در سطح استان خبر داد و اضافه کرد: باد شهریار همانند دستگاه تهویه هوا برای استان تهران عمل می‌کند، بلند مرتبه سازی در منطقه ۲۲ یکی از عوامل مؤثر و مانع بزرگ در مسیر باد شهریار است که روند این امر می‌تواند کارایی این بخش مؤثر که تصفیه هوای ناسالم تهران را بر عهده دارد از بین ببرد.
محمدرضا محمودی هم در کارگروه کاهش آلودگی هوای تهران گفت: با یک گروه مهندسان مشاور قراردادهایی در جهت تعیین مسیر بادهای که از شهریار به تهران می‌وزد و تحت عنوان باد شهریار معروف هستند و در سال‌های اخیر در اثر ساخت و سازهای بدون مطالعه مسیرشان تغییر کرده بسته‌ایم تا با مطالعاتی که انجام می‌دهند طرح تفصیلی شهر تهران را به گونه‌ای تنظیم کنند که هرگونه ساخت و ساز به ویزه بلند مرتبه سازی در مسیر این بادها ممنوع شود.